# Heinrich Mallison
Heinrich Mallison (* 29. September 1886 in Königsberg; † 14. Juli 1959 in Essen) war ein deutscher Chemiker.

## Leben

### Herkunft
Heinrich Mallison wurde als Sohn des Regierungsrats Arthur Mallison (1854–1929) und dessen Ehefrau Margarete Ewermann (1860–1935) geboren. 

### Werdegang
Nach dem Besuch der Gymnasien in Danzig, Siegburg und Elberfeld immatrikulierte er sich 1904 an der Georg-August-Universität Göttingen 
und später an der Ruprecht-Karls-Universität Heidelberg für die Fächer Chemie, Physik und Botanik. 1907 promovierte er bei Professor Otto Wallach in Göttingen mit der Dissertation „Über die Kondensation von Cyklohexanon und seinen Homologen mit Aldehyden“ zum Dr. phil. In den Jahren von 1908 bis 1912 war er im Zwischenprodukte-Laboratorium bei den Farbenfabriken Friedrich Bayer & Co. beschäftigt. An der TH Breslau ergänzte er seine Ausbildung mit dem Fach Hüttenkunde. Am Kaiser-Wilhelm-Institut für Chemie in Berlin-Dahlem (1912 eingerichtet) beschäftigte er sich als Assistent von Richard Willstätter mit den Anthocyanen. Er isolierte den Farbstoff der Preiselbeere (Idaein) und synthetisierte dessen Farbträger, das Cyanidin aus Quercetin. Jahresanfang 1915 nahm er eine Beschäftigung bei der Rütgerswerke AG auf. 
Dort arbeitete er zunächst in der Teerdestillation und später als Prokurist und Leiter des Steinkohlenteerlaboratoriums in der Berliner Hauptverwaltung des Unternehmens. Dort blieb er bis 1949, als er Chefchemiker in der Beratungsstelle der Verkaufsvereinigung für Teererzeugnisse (Tochterunternehmen der Rütgerswerke) in Bochum und später in Essen wurde. 
Mallisons Forschungsarbeit konzentrierte sich auf die höher molekularen Bestandteile des Steinkohlenteers und betrachtete die Teere als kolloide Systeme und konnte dadurch viele Eigenschaften von Teererzeugnissen erklären. Durch Anwendung selektiv wirkender Lösungsmittel konnte er Steinkohlenteere und Steinkohlenteerpeche in Teerharze und Öle verschiedener Molekülgröße zerlegen und dadurch wertvolle Erkenntnisse über ihre Zusammensetzung sowie ihre Eigenschaften gewinnen. 

### Familie
1912 heiratete er in Schwenten im Kreis Graudenz (Westpreußen) Erna Friese (1891–1940, Tochter des Gutsbesitzers Otto Friese und der Clara Loeper). Aus dieser Ehe stammten zwei Söhne und eine Tochter. 1942 heiratete er nach Ernas Tod Luise Brandt (* 1912, Tochter des Bauunternehmers Jürgen Brandt in Rendsburg und der Maria Kühl). Aus dieser zweiten Ehe stammen zwei Söhne.

## Schriften (Auswahl)
- Teer, Pech, Bitumen und Asphalt. Definition, Herkunft und Merkmale der wichtigsten Teere und Bitumina, 1926/1944
- Die Industrie der Dachpappe, 1928
- 40 Jahre Teerforschung, 1956

## Öffentliche Ämter
1956/1957 1956 Präsident der Internationalen Straßenteer-Konferenz (Istrak)

## Auszeichnungen
- 1954 Stufa-Erinnerungsplakette
- 1957 Carl-Engler-Medaille der Deutschen Gesellschaft für Mineralölforschung und Kohlechemie[2]